# Johan Maasbach

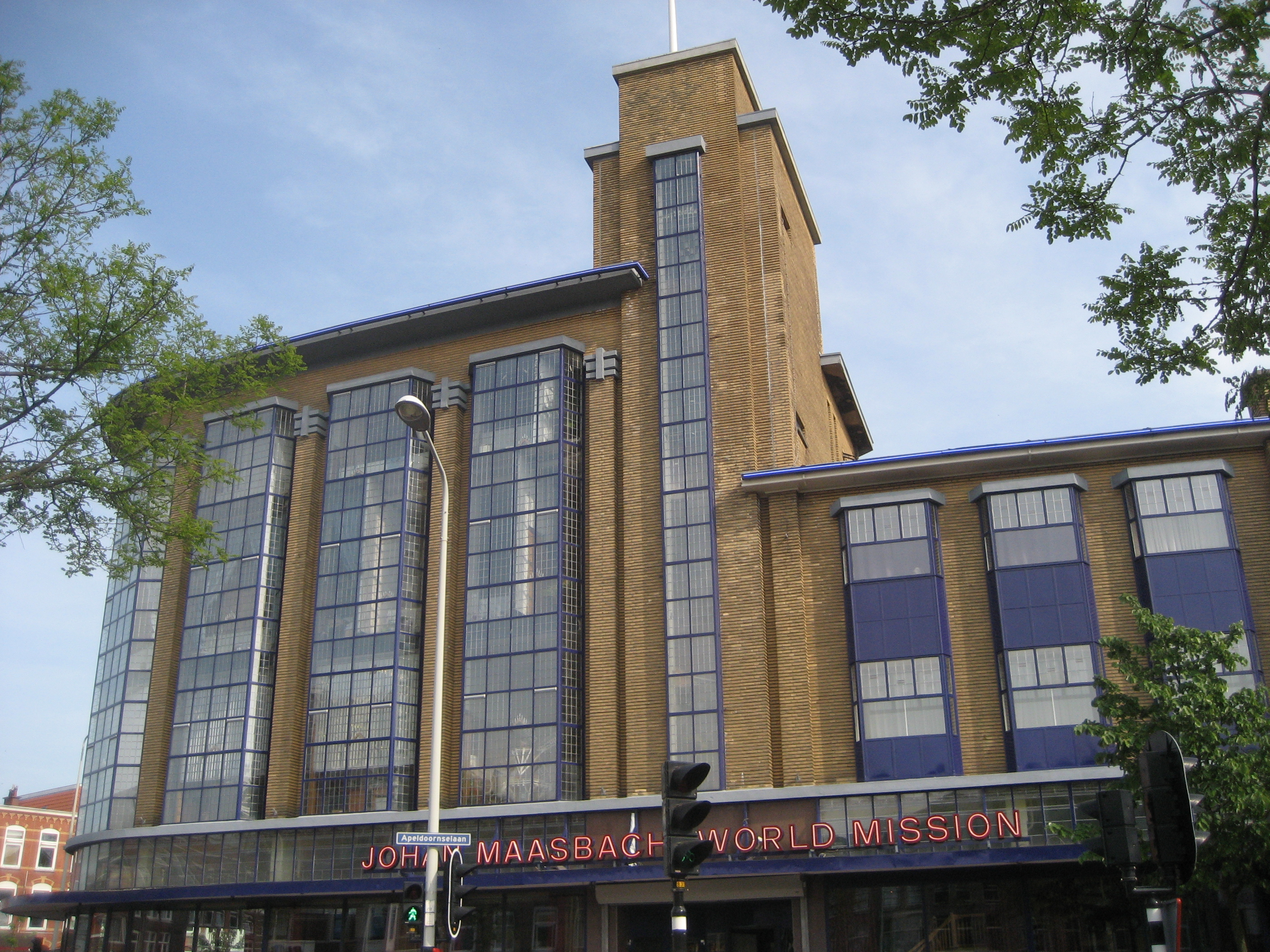
Maasbach World Mission Den Haag

Johannes Maasbach (Rotterdam, 5 december 1918 – Den Haag, 18 september 1997) was een Nederlandse voorganger en evangelist, en lange tijd een van de gezichten van de Nederlandse pinksterbeweging.

## Levensloop
Maasbach werd geboren als dertiende van veertien kinderen en groeide op in Rotterdam. Op negenjarige leeftijd kwam hij tijdens een dienst van het Leger des Heils tot geloof. Niet lang daarna liep hij als jonge heilsoldaat door de straten van Rotterdam.
Na een opleiding als bakkersknecht solliciteerde Maasbach in 1935 als koksmaat op de grote vaart, en werd aangenomen. Tijdens de Tweede Wereldoorlog voer hij op de Holland-Amerika Lijn. In New York zocht hij zijn broer op die daar al sinds 1919 woonde. Via hem kwam hij terecht in een pinkstergemeente. In 1947 vestigde hij zich weer in Rotterdam waar hij zich aansloot bij een kleine Volle Evangeliegemeente. In die tijd ontving hij tijdens een bidstond naar eigen zeggen de doop met de Heilige Geest. 

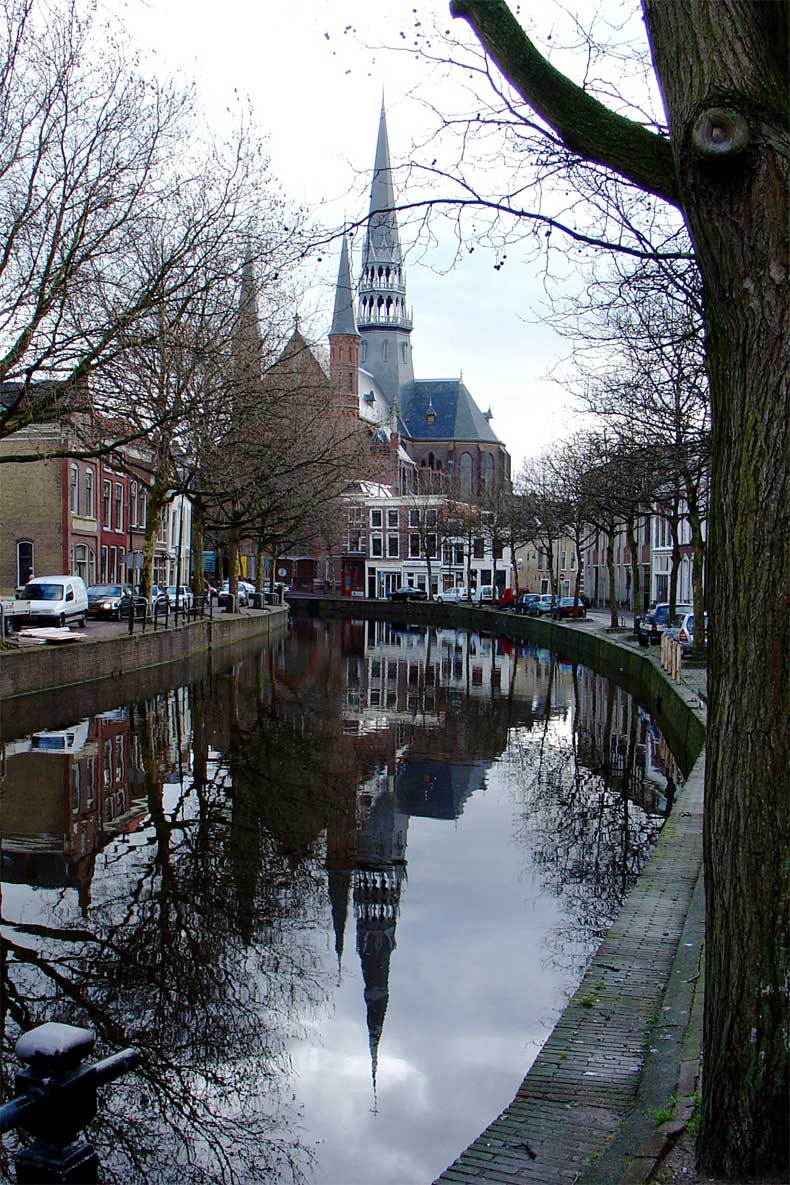
De van oorsprong R.K. Gouwekerk te Gouda - in 1979 verkocht aan de stichting Johan Maasbach Wereldzending

In die periode voer Maasbach ook nog op zee, maar op een gegeven moment kreeg hij van een wildebras een flink pak slaag. Van de forse schadevergoeding die hij ontving kocht hij een tent en zeshonderd klapstoeltjes en begon evangelisatiecampagnes te houden door het land. Tijdens een campagne in Vroomshoop leerde hij zijn vrouw Willy Klumper kennen. Zij was in 1943 door Nico Vetter in Haarlem bekeerd en had direct na de H.B.S. een Bijbelschool in Zwitserland gevolgd. Op 6 februari 1952 traden zij in het huwelijk. Samen kregen zij acht kinderen.
Na enige tijd huurde het echtpaar Maasbach een zaaltje in Gouda en begon een kleine evangelische gemeente. In 1958 was er een grote evangelisatiecampagne van de Amerikaan Thomas Lee Osborn. Het voorbereidend comité had Maasbach hier verder niet bij betrokken, maar hij was wel aanwezig bij een algemene voorbespreking voor voorgangers en medewerkers. De vertaler van Osborn deed echter zijn werk niet goed en Osborn pikte vanaf het podium Maasbach uit het publiek. Maasbach zou de Amerikaan tijdens bijna de hele campagne, waar uiteindelijk meer dan honderdduizend mensen op afkwamen, vertalen. Hij dankte de bijnaam ‘Osborns echo’ daaraan.
De evangelisatiecampagne leverde Maasbach een grote bekendheid op, en hij trok grote groepen mensen bij zijn eigen evangelisatiecampagnes. Bijna elke grote plaats in Nederland kreeg de Nederlandse Osborn op bezoek. In sommige plaatsen ontstonden gemeentes, die in de regel onder Maasbachs supervisie bleven opereren.
Er volgde een groot aantal activiteiten. Binnen drie jaar werden tweeduizend samenkomsten gehouden, een blad met een oplage van twintigduizend exemplaren uitgebracht, radio-uitzendingen begonnen en tienduizenden boeken verkocht. In juni 1964 werd begonnen met het Zion Bijbelcollege.
In 1966 werd in Den Haag de oude bioscoop Capitol gekocht, en in 1968 een voormalig kledingmagazijn. De stichting van Maasbach kreeg de naam Johan Maasbach Wereldzending. De evangelist timmerde ook internationaal aan de weg. Door de jaren heen zou hij evangelisatiecampagnes leiden op diverse continenten. Ondanks zijn vele zendingsreizen bleef Nederland toch het brandpunt van Maasbachs activiteiten. De gestichte gemeentes groeiden onder zijn leiding. Imposante gebouwen werden gekocht om de groepen gelovigen te herbergen. Van 1976 tot 2008 maakte Johan Maasbach Wereldzending onder meer gebruik van de Havenkerk in Schiedam.
Johan Maasbach overleed in 1997 op 78-jarige leeftijd en werd opgevolgd door zijn zoon David Maasbach.

## Mediaoptredens
Door een aantal media-optredens zou de landelijke bekendheid van Maasbach groeien. In 1965 maakte de journalist Jan Vrijman een serie rond het thema Op de bodem van de hemel. De VARA zou de serie uitzenden, maar zag hier vanaf na de reportage gezien te hebben. Toen de VARA bleef weigeren, kocht Vrijman de serie terug en deze werd getoond in vele bioscopen, met de mededeling dat dit de film was die de VARA niet durfde uit te zenden. Ook een interview met de kritische journalist Joop van Tijn droeg bij aan Maasbachs populariteit. In latere jaren zouden onder andere de AVRO en KRO uitzendingen wijden aan Maasbach. Deze begon vanaf 1961 met eigen, op Nederland gerichte radio-uitzendingen via de commerciële zender Radio Luxembourg, waar hij 23 jaar lang te horen was. In de jaren zestig, zeventig en tachtig kocht hij ook zendtijd in bij de zeezenders Radio Noordzee, Caroline, Mi Amigo en Radio Monique.

## Positie binnen de pinksterbeweging
Ondank de vele activiteiten heeft Maasbach altijd een vrij geïsoleerde positie ingenomen binnen de Nederlandse pinksterbeweging. Een van de redenen is dat de organisatie nogal op zichzelf staat. De kerken van de stichting Johan Maasbach Wereldzending worden geleid door voorgangers met wie het bestuur vertrouwd is. Vanuit diverse hoeken heeft Johan Maasbach kritiek gehad. Met name zijn preken over onderwerpen als 'geven' en 'goddelijke genezing' werden destijds als aanstootgevend ervaren. Van die kritiek heeft Maasbach zich weinig aangetrokken. Een vaste uitspraak van hem was: "Wil je geen kritiek? Zeg niets, wees niets en doe niets."

## Opspraak
In de jaren negentig raakte de evangelist toch in opspraak en viel een groot deel van de organisatie uit elkaar. Beschuldigende publicaties over de financiële huishouding en de beschuldigingen van voorgangers die de organisatie verlieten, genoteerd in een 'zwartboek', zorgden voor verwarring. Ook kwamen er uit deze hoek beschuldigingen van overspel van Maasbach, maar die zijn nooit bewezen. Naar al deze zaken werd door Justitie onderzoek gedaan. De uitslag staat volledig gepubliceerd in de autobiografie van de oudste zoon van Johan Maasbach, David Maasbach. De officier van justitie zag na onderzoek geen aanleiding tot nader optreden, noch op grond van het Wetboek van Strafrecht, noch op grond van het Burgerlijk Wetboek.
In 1992 kwam het na ruim dertig jaar tot een breuk tussen Maasbach en zijn rechterhand Jan Zijlstra. Volgens Zijlstra werd hij voor een keus gesteld: of zijn diensten veranderen of opstappen. Zijn gebedsgenezingsdiensten hadden een andere vorm dan die van Maasbach en hij trok steeds meer mensen naar zich toe. Zijlstra heeft in dagblad Trouw gezegd: "Maasbach heeft misschien gedacht: als dat zo doorgaat krijgen ze steeds grotere meetings. Ze hebben misschien aan concurrentie gedacht." Samen met Zijlstra verlieten ook zes van de twaalf andere voorgangers de beweging. David Maasbach schreef in Verlies nooit je geloof uitgebreid over de kwestie, zonder namen te noemen, en typeerde deze breuk als een ‘aanval van binnenuit’ op het zendingswerk van de Stichting Johan Maasbach Wereldzending.
In de tv-serie Toen was geluk heel gewoon kwam in de 79e aflevering, die op 27 september 1998 werd uitgezonden, het fictieve personage Piet Maasbach voor, een broer van de evangelist Johan Maasbach. De familie Maasbach heeft juridisch afgedwongen dat de aflevering niet meer mag worden uitgezonden. Uiteindelijk is de aflevering wel op dvd verschenen (in de speciale KRO-editie van box 11), voorafgegaan door een mededeling waarin wordt gewezen op het fictieve karakter van Piet Maasbach en het ontbreken van iedere link met Johan Maasbach en zijn familie.